# Arctotis
- Commons
- Wikispecies

Arctotis é um género botânico pertencente à família Asteraceae.

## Classificação do gênero
| Sistema | Classificação                                 | Referência               |
| ------- | --------------------------------------------- | ------------------------ |
| Linné   | Classe Syngenesia, ordem Polygamia necessaria | Species plantarum (1753) |

 Arctotis fastuosa, Goegap N.R., Namaqualândia